# 莫里斯·布瓦約
莫里斯·讓-保羅·布瓦約（法語：Maurice Jean Paul Boyau，1888年5月8日—1918年9月16日）法國橄欖球運動員和王牌飛行員。在其的職業生涯中，曾取得35次確認擊殺。 他還以成功的觀測氣球破壞者著稱。擊毀觀測氣球需要巨大的勇氣和能力，因為氣球通常受到大量高射砲和戰鬥機的保護。
他在戰爭前就已進入民眾視野，曾數次代表法國參加五國橄欖球錦標賽，並兩度擔任隊長。

## 生平
1888年5月8日，莫里斯·布瓦約出生於法属阿尔及利亚穆斯塔法的一個富裕家庭，他父親是一名成功的企業家。他出生不久後，全家搬回法国本土的布雷蒂尼。後於1907年搬至他父親出生地附近的圣保罗德朗德。這位年輕人擁有高挺的身姿和優秀的運動能力，於1908年和1909年擔任達克斯橄欖球隊隊長。後在波尔多的第144步兵團服兵役，他於1911年9月退伍。1912年他被選為法國國家隊員，為國爭戰五國橄欖球錦標賽。

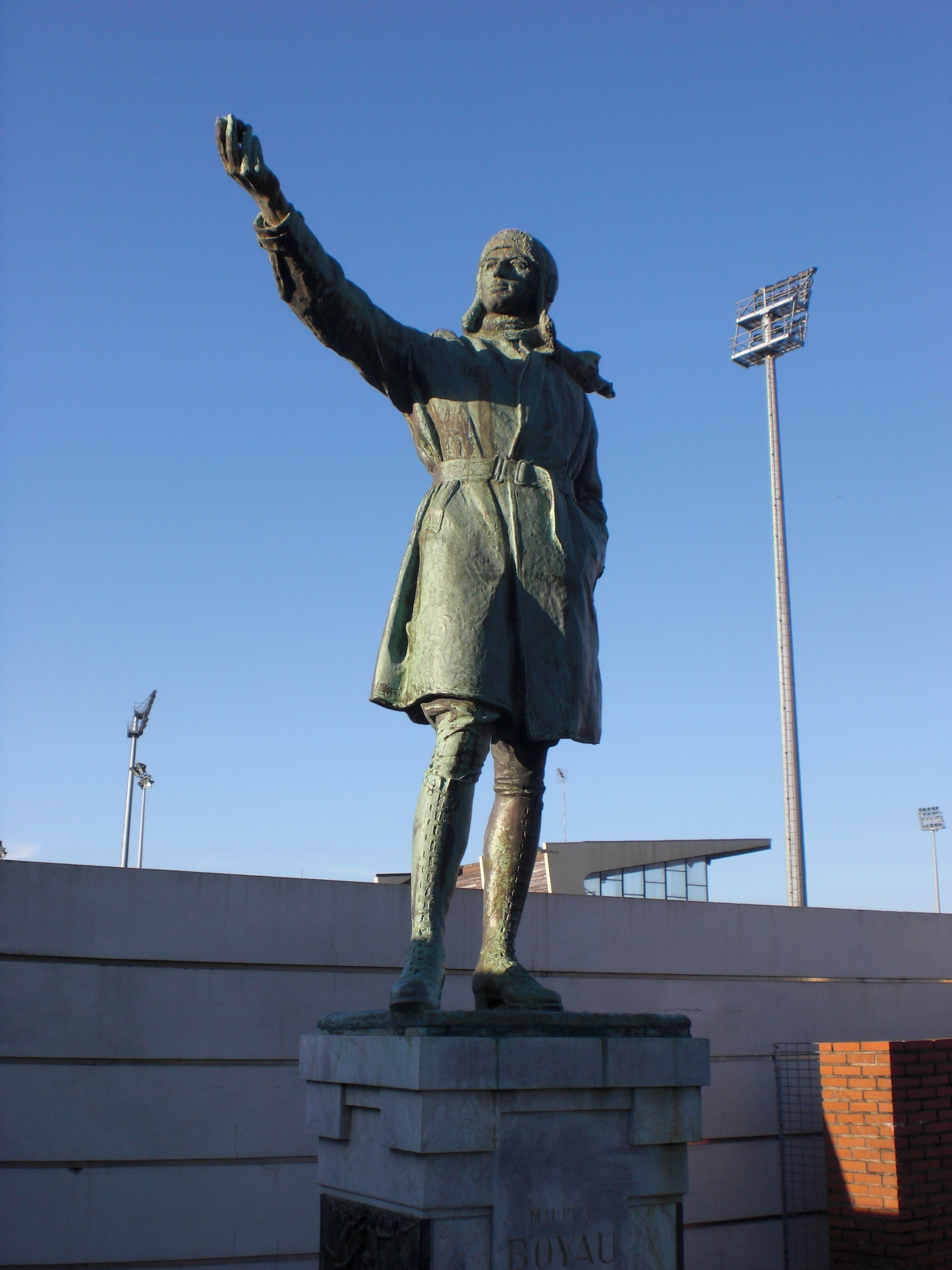
莫里斯·博耶的雕像，位於莫里斯·布瓦約體育場外。

## 職業生涯

### 運動員生涯
莫里斯·布瓦約對所有運動都充滿熱情，但他特別訓練自己的橄欖球能力。他先於US 達克斯擔任邊鋒和中鋒（該球隊的主場於1924年以他的名字命名）接著於波爾德萊體育場，最終在一戰時效力於法蘭西賽跑。他是一戰時期最著名的運動員之一，他在戰爭前的體育榮譽如下：
- 6次代表法國國家橄欖球隊，分別為1912年的四次和1913年的兩次，其中兩度擔任隊長。
- 1911年的法國冠軍（英语：Top 14），當時效力於波爾德萊體育場（英语：Stade Bordelais）。

### 飛行員生涯
1915年11月28日，莫里斯·布瓦約獲得飛行員的頭銜。 1915年，他被分配為比克的飛行教官。1916年9月，他被升為下士並加入一個戰鬥單位，  他逾下的職業生涯都服役於法國第七十七中隊，該中隊因其組員中有大量運動員，而綽號為「Les Sportifs」。他最初與同僚一同飛紐波爾戰鬥機。他的飛機塗裝以一條相當華麗的巨龍著稱，它在白色的機身上扭動。
作為一名入伍飛行員，布瓦約被晉升為中士。他在1917年的3月至11月取得了他的前十次戰果，其中有6次為擊落氣球。他的第一次和第六次擊落氣球為共享勝利。他的座機接著更換為SPAD戰機。1917年10月11日，他晉升為少尉。
1918年的春天，他開始使用前兩年研發的空對空火箭，他將火箭置於他的座機SPAD S.XIII的內部。他於1918年的夏季屢創佳績，在6月取得四次戰果、在七月取得9次勝利、在八月取得3次勝利。九月時，他在三天內擊毀4個氣球。但最終於該月16日被德國飛行員格奧爾格·馮·漢特曼擊殺。

## 紀錄
布瓦約擁有21次確認擊落氣球，和14次確認擊落飛機。使他成為第一次世界大战法國排名第五的王牌飛行員。他因其出色的航空生涯於1917年和1918年獲得法國榮譽軍團勳章和軍事獎章。
法国達克斯的一個體育場，以他的名字為名，命名為莫里斯·布瓦約體育場。

## 軍事榮譽
- 法國榮譽軍團勳章[1]
- 軍事獎章（英语：Médaille militaire）[1]

## 另見
- 在第一次世界大戰中喪生的國際橄欖球聯盟球員名單（英语：List of international rugby union players killed in action during the First World War）

### 出版物
- Franks, Norman & Bailey, Frank W. (1992).  Over the Front: A Complete Record of the Fighter Aces and Units of the US and French Air Services, 1914–1918.  Grub Street, London.
- Franks, Norman & Dempsey, Harry Nieuport Aces of World War I (Osprey Aircraft of the Aces No 33). Osprey Publishing.
- Godwin, Terry Complete Who's Who of International Rugby (Cassell, 1987,  ISBN 0-7137-1838-2)
- Guttman, Jon & Dempsey, Harry (2002). Spad XII/XIII Aces of World War I (Aircraft of the Aces). Osprey Publishing.

### 線上來源
- http://www.as14-18.net/Boyau （页面存档备份，存于）
- http://www.theaerodrome.com/aces/france/boyau.php （页面存档备份，存于）
- http://www.firstworldwar.com/bio/boyau.htm （页面存档备份，存于）
- http://www.worldstadiums.com/stadium_pictures/europe/france/aquitaine/dax_boyau.shtml （页面存档备份，存于）
- https://web.archive.org/web/20101130155413/http://wwiaviation.com/aces/ace_Boyau.html

### 腳註
1. 1 2 3 4 5 6  .   [2022-05-27]. （原始内容存档于2022-06-01）.
2. ↑  .   [2022-05-27]. （原始内容存档于2022-06-08）.
3. ↑  . : 6.
4. 1 2 3 4 5  . As 14 - 18.   [2022-05-27]. （原始内容存档于2022-05-27） （法语）.
5. ↑  .   [5 May 2009]. （原始内容存档于30 November 2010）.
6. ↑  . : 65.
7. ↑  . : 39.
8. ↑  . : 60.
9. ↑  . : 135.
10. ↑  .   [2022-05-27]. （原始内容存档于2008-08-08）.